# Григор'єв Ігор Павлович
Ігор Павлович Григо́р'єв (нар. 4 січня 1934, Харків — пом. 24 січня 1977, Київ) — український радянський художник; член Спілки радянських художників України з 1962 року.

## Біографія
Народився 4 січня 1934 року в Харкові. По смерті батька, одразу після німецько-радянської війни, виховувався у сім'ї дядька, Сергія Григор'єва. 1953 року закінчив Київську художню середню школу імені Тараса Шевченка. Протягом 1953—1959 років навчався на живописному факультеті Київського художнього інституту, де його викладачами були зокрема Сергій Григор'єв, Володимир Костецький, Михайло Хмелько, Віктор Зарецький. Дипломна робота — картина «Льотчики».
Після закінчення інституту працював помічником Сергія Григор'єва у Творчих майстернях Академії мистецтв СРСР у Києві, де викладав рисунок. У 1970-ті роки працював у майстерні на вулиці Перспективній в Києві, разом із художниками Михайлом Вайнштейном і Владиславом Мамсіковим. Жив у Києві в будинку на вулиці Пирогівській, № 2, квартира 61. Помер у Києві 24 січня 1977 року.

## Творчість
Працював у галузях станкового живопису та книжкової ілюстрації. Майстер тематичної картини. Серед робіт:
живопис
- «На Ельбі. 1945 рік» (1957; бронзова медаль на всесоюзній виставці, присвяченій VІ Всесвітньому фестивалю молоді і студентів[1]);
- «Веймарська весна» (1958);
- «У парку» (1960);
- «Надія» (1961);
- «Сусід» (1962);
- «Ранок» (1962);
- «У метро» (1962);
- «Привиди реваншу» (1963);
- «Скульптор Олег Косткевич» (1963);
- «У кафе» (1964);
- «Прогулянка. Валя і Валентин» (1965);
- «Сусідній двір. Швидка допомога» (1965);
- «Юнак» (1966);
- «Авіамоделісти» (1966);
- «Син» (1966);
- «Судова колегія» (1966);
- «Хлопчаки» (1967);
- «Гітарист» (1968);
- «Київський футбол у 1941 році» (1968);
- «Весілля в Умані» (1969);
- «У міському парку. Ветеран» (1969);
- «Скульптор Наталія Дерегус» (1969);
- «Художниця Наталія Левчишина» (1970);
- «Принципове питання» (1971);
- «Команда фехтувальників» (1971);
- «Спортсмен і тренер» (1971);
- «Екскурсія» (1971);
- «Осінь» (1972);
- «У той час мені було 10 років» (1974);
- «Будівництво» (1975);
- «Третя зміна» (1975);
- «Мистецтвознавець Алла Ревенко» (1975);
- «Бурштин Балтики» (1975);
- «Вечір» (1975);
- «Марафонець» (1976);
- «Дільничий лікар» (1976);
- «Земляні роботи» (1976);
- «Легенда київського футболу» (1976);
- «Захоплена людина (Скульптор Юрій Рубан)» (1976);

графіка
- «Жінка» (1964);
- «Хлопчик» (1964);
- «Комахи» (1968);
- «Галя» (1968);
- «Молода жінка» (1968);
- «Чоловік у зеленій сорочці» (1968);
- «Більярд» (1968);
- «Міф» (1968);
- «Фантазія» (1968);
- «Переляканий птах» (1968);
- «Сон риби» (1968);
- «Куховар В. Родосенко» (1973);
- «Чоловічий портрет» (1973);
- «Старий» (1973);
- «Шофер С. Величко» (1973);
- «Розливання бетону» (1973);
- «Монтажники» (1973);
- «Д. Фіщенко» (1976);
- «Легенда київського футболу» (1976);

серії
- сюрреалістичних естампів, у яких зображено фантастичних комах, риб та інших химерних створінь (1968)[1];
- «Чорнобильська АЕС» (1973);
- «Гурзуф» (1975).

Автор ілюстрацій до книги Костянтина Ушинського «Вітер і сонце» (Київ, 1961).
Брав участь у республіканських, всесоюзних і зарубіжних виставках з 1957 року. 